# Кајуко (Порторико)
Кајуко (шп. Cayuco) град је у америчкој острвској територији Порторико, острвској држави Кариба.

## Демографија
По попису из 2010. године број становника је 1.120, што је 164 (-12,8%) становника мање него 2000. године.
| Група             | 2000.         | 2010.         |
| Белци             | 7 (0,5%)      | 11 (1,0%)     |
| Афроамериканци    | 30 (2,3%)     | 18 (1,6%)     |
| Азијати           | 0 (0,0%)      | 5 (0,4%)      |
| Хиспаноамериканци | 1.277 (99,5%) | 1.108 (98,9%) |
| Укупно            | 1.284         | 1.120         |